# الدوري التايواني لكرة السلة للسيدات
الدوري التايواني لكرة السلة للسيدات هو دوري كرة سلة احترافي للسيدات في تايوان تأسس في سنة 2004 تلعب فيه 4 فرق. يعتبر فريق كاثاي لايف الأكثر فوزا به برصيد 21 لقبا.

## وصلات خارجية
- الموقع الرسمي